# Arenostola interlata
Arenostola interlata är en fjärilsart som beskrevs av Walker 1857. Arenostola interlata ingår i släktet Arenostola och familjen nattflyn. Inga underarter finns listade i Catalogue of Life.